# Sembabule
Sembabule  este un oraș  în  Uganda. Este reședința  districtului Sembabule.